# Jonathan Johnson
Jonathan Johnson, född 11 januari 1993 i Gävle och senare uppvuxen i Göteborg, är en svensk professionell ishockeyspelare (forward) som spelar för Skellefteå AIK i SHL.
Han är son till Jonas Johnson och äldre bror till Andreas Johnson.

## Klubbar
- Frölunda HC J20, SuperElit (2009/2010 - 2012/2013)
- Örebro HK, Allsvenskan (2012/2013) (lån)
- Kungälvs IK, Division 1 (2012/2013) (lån)
- Karlskrona HK, Allsvenskan (2012/2013) (lån)
- Frölunda HC, SHL (2011/2012 - 2013/2014)
- IK Oskarshamn, Allsvenskan (2013/2014) (lån)
- IF Troja-Ljungby, Division 1 (2014/2015)
- Tingsryds AIF, Allsvenskan (2015/2016 - 2016/2017)
- IF Troja-Ljungby, Allsvenskan (2017/2018)
- Modo Hockey, Allsvenskan (2018/2019 - 2019/2020)
- Skellefteå AIK, SHL (2020/2021 - )